# Amaldruda
Amaltruda o Himiltruda (va florir al darrer terç del segle VIII) fou una concubina o esposa secundària de Carlemany, a qui donà un primer fill, Pipí el Geperut.

## Biografia
Se sap relativament poc d'Amaltruda o Himiltruda. Pau el Diaca la descriu com dona noble. El seu nom apareix en els llibres d'alguns monestirs d'Alemanya, cosa que podria ser una indicació del seu origen (alaman o alsacià).
Va ser la companya de Carlemany en el moment en què es va convertir en rei dels francs (768), amb el seu germà Carloman. Li havia donat poc abans una filla anomenada Amaldra o Alpais (segons les fonts).
L'estat civil no està clarament establert. Podia haver estat una concubina de Carlemany, com s'indica per part d'Eginard com segueix Pierre Riche, o bé una esposa d'estatus germànic (el sistema Friedelehe), d'acord amb Dieter Hagermann.
La seva relació es va veure interrompuda quan es va proposar un matrimoni entre els dos reis francs i dues princeses filles del rei llombard Desideri d'Ístria. El projecte sembla haver estat recolzat per la mare de Carlemany, Bertrada, més que pels seus fills. El papat era llavors rival dels llombards i aliat dels francs des del temps de Pipí el Breu, i el papa Esteve III es va oposar categòricament al projecte: encara es conserven les seves cartes a Carlemany, en el qual diu que el matrimoni amb Amaltruda o Himiltruda és perfectament legítim i en cap cas hauria de ser cancel·lat afavorint a Desideri.
Sembla que tot i això, i malgrat donar llum el 769 a Pipí el Geperut, Himiltruda o Amaltruda va ser repudiada a favor de Desiderata, de la qual també es va divorciar l'any 771.
Himiltruda va morir en un convent en una data desconeguda.